# Ермакович, Кирилл Александрович
Кирилл Александрович Ермакович (бел. Кірыл Аляксандравіч Ермаковіч; род. 11 января 1999, Минск) — белорусский футболист, нападающий клуба «Гомель». Сын футболиста и тренера Александра Ермаковича.

## Клубная карьера
Начал заниматься футболом в академии клуба «Минск». Первый тренер — Александр Иванович Струк. После этого занимался в минской «Смене», а позднее в течение полутора лет находился в академии российского «Краснодара».
В 2016 года стал игроком дублирующего состава борисовского БАТЭ. 17 ноября 2018 года дебютировал в основном команды в матче 1/8 финала Кубка Беларуси против «Городеи» (0:0, по пенальти 4:2).
Сезон 2019 года провёл в аренде в клубе «Белшина», которая в итоге стала победителем Первой лиги Беларуси. Накануне старта следующего сезона подписал годичный контракт с «Гомелем». Спустя полгода присоединился к клубу «Крумкачи», с которым занял третье место в Первой лиге Беларуси.
В январе 2021 года присоединился к «Витебску». В чемпионате Беларуси дебютировал 14 марта 2021 года в матче против гродненского «Немана» (0:0).
17 марта 2022 года перешёл в «Гомель». Стал обладателем Кубка Беларуси, одолев в финале борисовский БАТЭ.

## Карьера в сборной
В 2017 году провёл два матча за юношескую сборную Беларуси до 19 лет.

## Достижения
«Белшина»
- Победитель Первой лиги Беларуси: 2019

«Крумкачи»
- Бронзовый призёр Первой лиги Беларуси: 2020

«Гомель»
- Обладатель Кубка Беларуси: 2021/2022